# Kuta Beringin
Kuta Beringin is een bestuurslaag in het regentschap Subulussalam van de provincie Atjeh, Indonesië. Kuta Beringin telt 57 inwoners (volkstelling 2010).